# 赤い指
『赤い指』（あかいゆび）は、2006年に刊行された東野圭吾の推理小説。著者が『容疑者Xの献身』で直木賞を受賞後に発表した書き下ろし長編小説でもある。

## 概要
加賀恭一郎シリーズの第7作であり、加賀が練馬署の刑事として活躍する最後の作品となる。本作から加賀の従弟の捜査一課刑事・松宮脩平や看護師の金森登紀子など、『新参者』を除く以降のシリーズ作品にも登場するシリーズキャラクターが生み出された。息子の犯罪を隠匿しようとする家族と、加賀の父親・隆正が病床に伏した加賀一家の様子を交互に描かれ、加賀親子においては『卒業』で触れられてきた確執の詳細が綴られている。尚、本作の刊行前に発表している『新参者』収録の短編において加賀が一皮剥けた印象になっている理由について、著者は「『赤い指』での苦労を経て約束の場所に辿り着けたんだと思います」「『赤い指』によって何かが変わったのだ」として本作がそのきっかけになったと述べている。
元々は『小説現代』1999年12月号に短編として発表された。当初はシリーズ6作目となる短編集『嘘をもうひとつだけ』の一編として収録予定だったが、後に短編向きではなかったと思い直した東野が長篇として書き直したいと構想を練り直した背景があり、構想6年の期間を経て2006年7月25日に講談社から刊行され、2009年8月12日に講談社文庫版が刊行された。尚、著者はその6年間は、『手紙』や『さまよう刃』を上梓し、犯罪に関わる家族について考える機会が多く、作品の比重をどう置くかに悩んでいたといい、構想6年の内訳を停滞6年、執筆2ヶ月だったと語っている。また本作は家族の話であり加害者側、被害者側と描く中で、事件の謎を解く加賀にどんな家族がいたかを描く必要があるという著者の考えから、加賀を長く見ていた人物として語り役の松宮が生み出されたという背景がある。
このミステリーがすごい! 2007年版では9位、2006年の週刊文春ミステリーベスト10では4位を記録する。 ネプチューンの名倉潤は東野作品の中で怒りに打ち震えた作品に『さまよう刃』と共に本作を挙げており、「加害者の少年の母親の態度に一発ビンタを食らわしたくなった」としながらも、「親の子に対する愛情は無償だからこそ、考えなくてはならない愛情があるのでは、愛情の掛け方でこんなにも深い闇が出来るのかと考えさせられた」として特に本作を薦めている。
文庫本は2009年8月24日付のオリコン“本”ランキングの文庫部門で首位での初登場以来、7週連続首位を獲得し、2010年2月22日付のランキングでは15位の記録と共に100万部を突破し、その年の文庫部門の記録では外山滋比古の『思考の整理学』に次いで2作目でミステリとしては初となり、著者にとっては2009年8月31日付の『さまよう刃』以来のミリオン達成となった。そしてドラマ化が発表された時点では累計部数は135万部を記録している。

## あらすじ
前原昭夫は、妻と一人息子、そして母親と一緒に暮らしているごく普通のサラリーマン。しかし、妻の八重子は義母を疎み、夫である昭夫をなじり続け、息子の直巳は周囲との親和性に欠けていた。そして母・政恵は認知症を患っており、それぞれが問題を抱える「家庭」は、昭夫にとって安らぎとは程遠い場所となっていた。そんな状況から少しでも逃れたいとオフィスに留まっていた昭夫のもとに、妻の八重子から「早く帰ってきてほしい」という電話が入る。切迫した様子を不審に思い、急いで帰宅した昭夫は、自宅の庭でビニール袋を被せられた幼女の遺体を発見する。それは、直巳が少女を自宅に連れ込み、身勝手な理由で殺害した結果だった。一時は警察に通報しようとした昭夫だったが、八重子に強く懇願され、やむなく息子のために事件の隠蔽を企てる。遺体を自宅から運び出すため、深夜、住宅街に近い銀杏公園に少女の遺体を遺棄する。
ほどなくして事件は発覚し、練馬警察署に捜査本部が設置された。捜査一課の若手刑事である松宮脩平と、その従兄で練馬署の刑事である加賀恭一郎は、事件現場付近の住宅街で聞き込みを開始する。事件を追う加賀と松宮もまた、それぞれ個人的な事情を抱えていた。加賀の父親であり、松宮の伯父でもある加賀隆正が末期がんに侵され、入院しているのだ。だが、母親の失踪以来、隆正との間に確執を抱える加賀は、一度も隆正を見舞おうとしなかった。敬愛する隆正の身を案じる松宮は、そんな加賀の心情を理解できず、反発心を抱きながら複雑な感情を抱いていた。
地道な聞き込みを続ける中で、2人はあるきっかけから前原家に疑念を抱き、彼らの嘘に迫っていく。一方、犯行が露見するのも時間の問題だと悟った昭夫は、最終手段として愚かで非道な行動に出ようとしていた。

## 登場人物
加賀恭一郎
練馬署刑事。
松宮脩平
捜査一課刑事。加賀の従弟。
加賀隆正
加賀の父親で、脩平は甥にあたる。
金森登紀子
隆正の担当看護師。隆正の将棋相手にもなっている。
小林
捜査一課主任。松宮の上司。
松宮に加賀と組むように命じ、「加賀と組むことは必ずいい経験になる」と加賀を評価する。
前原昭夫(まえはら あきお)
47歳、茅場町にある照明器具メーカー本社勤務。
約3年前から母・政恵が足を悪くしたため、母の住む実家に移り住んでいる。表層的には父親然としているが、強く物を言えない押しの弱い性格。嫁姑の不仲など家族の問題にはその場しのぎな言動で、目を背けて逃げ出しがちな事なかれ主義な一面がある。冷え切った仲にある家族に安らぎを見出せず、家に帰る足は重くなり、一時期、新橋のバーで働く女性と浮気していたこともあった。
前原八重子(まえはら やえこ)
42歳、昭夫の妻。
自分の生活スタイルを固持する我が強い性格で、自分と息子の直巳のことしか頭にない。政恵が自分に家事について意見して以来、姑の政恵とは折り合いが悪く、同居前から昭夫の両親とは直巳と共に一切交流しようとしない。直巳の機嫌を取ることに終始しているが、直巳への愛情は溺愛に近く、直巳が罪を犯しても償わせようとはせず、彼の将来を守ることを第一としている。
前原直巳(まえはら なおみ)
14歳、昭夫と八重子の一人息子・中学三年生。
気弱で臆病な反面、癇癪持ちで堪え性がなく、両親に対しては気に入らないことがあれば感情を爆発させる内弁慶なところがある。小学校時代からイジメに遭い、今ではクラス中から無視されている。普段は部屋に籠ってゲームばかりしている引きこり気味の性質。また何かと少女に接近しようとする行動により八重子からは幼児性愛の傾向を疑われている。少女を殺した罪悪感は欠片も無く、後処理を昭夫に押し付ける。
前原政恵(まえはら まさえ)
昭夫の実母。
夫の章一郎が認知症になり、あまりに元気過ぎることから、長い間自宅で章一郎の介護をしてきた。
章一郎の死後、階段から転んで足を悪くしたため、実家に戻る形となった昭夫とその家族と同居することになったが、今度は自身が認知症となって昭夫らを理解しなくなってしまった。
田島春美(たじま はるみ)
昭夫の実妹。
結婚して「田島」姓となり、駅前の洋品店「タジマ」を営んでいる。
認知症になった政恵を思い出ある実家から出すべきではないと想い、施設に入れたがる八重子に自分が政恵の世話をすると説得し、毎日前原家に通って政恵の面倒を見ている。政恵ら家族に関する問題を何一つ知らず、八重子にも強く物を言えない兄には呆れる思いを隠さない。
春日井優菜(かすがい ゆうな)
7歳、小学2年生。直巳に絞殺され、昭夫に銀杏公園の男子トイレに遺棄された。
活発な少女で、度々勝手に外に出ることがあった。美少女アニメ「スーパープリンセス」のファンで、そのフィギュアをたくさん持っている直巳に誘われて前原家まで赴いていた。
春日井忠彦(かすがい ただひこ)
優菜の父。
殺されていると知らず、行方不明になった優菜を懸命に探し回り、直巳が起こした事態を知らない昭夫にその様子を目撃されていた。事件発覚後は、毅然として捜査員の聞き込みに応じている。
春日井奈津子(かすがい なつこ)
優菜の母。
優菜が殺されたことが発覚した際には、悲しみに打ちひしがれ、憔悴していた。

## 書籍情報
- 単行本：2006年7月25日発売[8]、 講談社、ISBN 978-4-06-213526-9
- 文庫本：2009年8月12日発売[9]、講談社文庫、ISBN 978-4-06-276444-5

## テレビドラマ
『東野圭吾ミステリー 新春ドラマ特別企画 赤い指〜「新参者」加賀恭一郎再び!』（ひがしのけいごミステリー しんしゅんドラマとくべつきかく あかいゆび しんざんもの かがきょういちろうふたたび）のタイトル で、2010年にTBS系「日曜劇場」枠で放送された連続ドラマ『新参者』のSPドラマとして、2011年1月3日 21時 - 23時24分に放送された。視聴率は15.4%（ 関東地区・ビデオリサーチ社調べ）。
本作はドラマから青山亜美が引き続き登場する以外は基本設定や展開は原作に準拠するが、時系列は『新参者』から約2年前の出来事に位置付けられ、加賀と亜美の出会いや松宮との関係性など、『新参者』で触れられてきた事柄の詳細が語られたエピソードゼロ的な内容となっている。本作について「加賀シリーズの中で一番好きな作品」と公言している阿部は、本作では加賀のキャラクターを原作に近づけて演じたといい、『新参者』では決め台詞となった「ちなみに聞いてみただけです」を用いなかったり、前作にあったコミカルな要素をみせなかったりと、前作のドラマの演出を踏襲しない試みがなされた。
本編終了後、加賀恭一郎シリーズの最新作（第9作）のタイトルが「麒麟の翼」であることがいち早く発表された。

### キャスト
- 加賀恭一郎 - 阿部寛：練馬西署・巡査部長。
- 青山亜美 - 黒木メイサ：毎潮新聞東京本社の新人記者。加賀とは茶道部のOBと後輩という間柄。
- 松宮脩平 - 溝端淳平 ：警視庁捜査一課・刑事。『新参者』とは異なり、原作同様に加賀を「恭さん」と呼んでいるが、原作と違って敬語で話す。
- 前原昭夫 - 杉本哲太：会社員。前原家の大黒柱。
- 前原八重子 - 西田尚美：昭夫の妻。スーパーのパート。
- 前原直巳 - 泉澤祐希：昭夫と八重子の息子。中学3年生。
- 大森春美 - 富田靖子：昭夫の妹。雑貨屋「Omori」を営む。原作では「田島」姓。
- 前原政恵 - 佐々木すみ江：昭夫の母。
- 佐藤 - 児嶋一哉（アンジャッシュ）：警視庁捜査一課・刑事。
- 春日井忠彦 - 滝藤賢一：優菜の父親
- 春日井奈津子 - 飯沼千恵子：優菜の母親。
- 春日井優菜 - 石井香帆：泉台第二小学校2年生。
- 松宮克子 - 宮下順子：隆正の妹。脩平の母親。恭一郎の叔母。
- 太田 - 森永卓郎：前原家の近所の住民の男性。原作では30代半ばの主婦だった。
- 山本 - 温水洋一：昭夫の同僚
- ジョギングの男性 - 螢雪次朗：優菜の遺体の発見者
- アナウンサー - 江藤愛（TBSアナウンサー）[12]
- 葛餅屋の売り子 - 田中みな実（TBSアナウンサー）[12]
- 前原章一郎（回想） - 橘家二三蔵：
- 若き日の前原政恵（回想） - 辻しのぶ
- 少年期の前原昭夫（回想） - 服部唯人
- 幼少期の前原昭夫（回想） - 鈴木福
- 幼少期の前原春美（回想） - 末永心羽
- 小林主任 - 松重豊：警視庁捜査一課・捜査本部主任。
- 金森登紀子 - 田中麗奈（特別出演）：隆正の担当看護師。
- 加賀隆正 - 山﨑努：恭一郎の父親。脩平の伯父。元刑事。

### スタッフ
- 脚本 - 櫻井武晴、牧野圭祐
- 企画 - 那須田淳
- プロデューサー - 伊與田英徳
- 音楽 - 菅野祐悟
- 音楽プロデューサー - 志田博英
- 主題歌 - 山下達郎「街物語（まちものがたり）」（ワーナーミュージック・ジャパン）※『新参者』でも主題歌として使用されている。
- テクニカルディレクター - 淺野太郎
- 撮影 - 田中浩一、小林純一
- 映像 - 竹若章
- 照明 - 鋤野雅彦
- 音声 - 中山大輔
- 美術 - 大西孝紀
- 美術デザイン - 大木壮史
- 美術制作 - 高田圭三（SP）
- 装置 - 秋山雷太
- 大道具 - 下原直樹
- 装飾 - 藤田明伸、深山健太郎
- 電飾 - 今村知之
- 建具 - 宇野景治郎
- 植木 - 石灰未展
- 編集 - 山田宏司、森岡裕介
- MA - 東圭吾
- 音響効果 - 山口将史
- 選曲 - 稲川壮
- CG - 木村健二
- タイトル - 井田久美子
- スタイリスト - 土屋詩童、成子美穂
- メイク - 濱田晃奈、濱崎亜由美、小泉尚子、大江明子
- 持道具 - 小松絵里子
- 車両 - 齋藤順一、狩野孝一、原紹一郎
- 音楽コーディネーター - 溝口大悟
- キャラクターデザイン - 小川奈津美
- 医療監修 - 今井寛
- 警察指導 - 高瀬清
- 将棋指導 - 豊川孝弘
- 編成 - 時松隆吉
- 番組宣伝 - 嵯峨一考
- スチール - 渡辺富雄
- インターネット担当 - 岡崎貴子
- ライセンス - 柳岡舞子
- モバイル – 高山美咲
- 演出補 - 髙野英治、吉村剛之、安藤一貴、佐々木桃子
- 制作担当 - 的場明日香
- 制作主任 – 松井嚆矢
- 制作進行 - 小山悠乃
- 制作応援 - 徳増秀樹
- 制作助手 - 江崎久美子、梶原章平
- 記録 - 鈴木一美
- デスク - 藤田順子
- プロデューサー補 - 齋藤彩奈
- 演出 - 土井裕泰
- 製作著作 - TBS

### DVD
- 「赤い指」DVD-BOX（2011年3月30日、TCエンタテインメント）